# Forn de rajols del Bosc de Can Puig
El Forn de rajols del Bosc de Can Puig és una obra de Vidreres (Selva) inclosa a l'Inventari del Patrimoni Arquitectònic de Catalunya.

## Descripció
Edifici d'estructura quadrangular de la qual només resten les parets mestres, bàsicament dues que fan cantonada. En aquestes parets es conserven tres obertures, dues a la part inferior d'un lateral, a mode d'entrada de combustible, i una a l'altra lateral, a mode d'entrada i sortida dels rajols. Aquestes obertures són emmarcades de rajol i en forma de volta. Les dues primeres, les més grans, tenen una profunditat d'uns dos metres i la més petita, de l'altra lateral, mig metre. La construcció no té sostre, altrement està enfonsada i menjada per heures, pins, roures i suros.

## Història
El funcionament d'aquest forn s'hauria iniciat amb la seva construcció, durant el segle xix, i hauria continuat fins a mitjan segle xx, que caigué en desús.